# Béoumi
Béoumi est une ville du centre de la Côte d'Ivoire, chef-lieu de département dans la région de la Vallée du Bandama près de Bouaké. Sa population qui est essentiellement Baoulé est estimée à plus de 20 000 habitants en 2010.

## Administration
Une loi de 1978 a institué 27 communes de plein exercice sur le territoire du pays.
| Date d'élection | Identité               | Parti       | Qualité          | Statut |
| --------------- | ---------------------- | ----------- | ---------------- | ------ |
| 1980            | Noël Kouadio           | PDCI-RDA    | Homme politique  | élu    |
| 1985            | Noël Kouadio           | PDCI-RDA    | Homme politique  | élu    |
| 1990            | Alexis Kouassi Detoh   | PDCI-RDA    | Homme politique  | élu    |
| 1995            | Adolphe Konan Saraka   | PDCI-RDA    | Pharmacien       | élu    |
| 2000            | Adolphe Konan Saraka   | PDCI-RDA    | Pharmacien       | élu    |
| 2001            | Vincent Bandama N'gata | PDCI-RDA    | Homme politique  | élu    |
| 2013            | Konan Kouadio Etienne  | Indépendant | Homme d'affaires | élu    |
| Depuis 2018     | Jean-Marc Kouassi      | RHDP        | Homme politique  | Élu    |

## Société

### Démographie
| 1920                                                             | 1946 | Rec. 1975 | Rec. 1988 | 1998 | Est.2010 |
| ---------------------------------------------------------------- | ---- | --------- | --------- | ---- | -------- |
|                                                                  |      | 10 487    | 13 070    |      | 24 741   |
| Nombre retenu à partir de 1920 : Population sans doubles comptes |      |           |           |      |          |

## Villes voisines
- Bouaké vers l'est ;
- Zuénoula à l'ouest ;
- Sakassou au sud ;
- Mankono au Nord